# David Ige
David Yutaka Ige, född 15 januari 1957 i Pearl City i Hawaiiterritoriet, är en amerikansk demokratisk politiker. Han var guvernör i delstaten Hawaii från 1 december 2014 till 2022.

## Bakgrund och privatliv
Ige föddes två år innan Hawaii blev delstat. Hans far Tokio Ige stred i det andra världskriget och skadades i Frankrike. Efter kriget arbetade han inom byggsektorn. Iges mor, Tsurue Ige, arbetade som sjuksköterska och tandsköterska. Ige har fem bröder och på grund av föräldrarnas långa arbetsdagar behövde de lära sig att göra hemsysslor redan som barn, enligt Ige.
Efter high school avlade Ige kandidatexamen i elektroteknik och MBA vid University of Hawaii at Manoa. Därefter bytte han till företagsförvaltning och utexaminerades som magister år 1985.
Ige mötte sin blivande hustru Dawn Amano under sin universitetstid, då hon studerade journalistik. Paret har tre barn. Ige är buddhist.

## Politisk karriär
Iges politiska karriär började år 1985 då den dåvarande guvernören George Ariyoshi nominerade honom som representant till delstatens representanthuset då sätet blev vakant i mitten av mandatperioden. År 1994 valdes Ige till Hawaiis senat där han satt tills 2014.
Ige valdes till Hawaiis åttonde guvernör år 2014 då han fick 181 065 röster. Han återvaldes år 2018.
Sedan en inkommande missilvarning felaktigt skickats till alla smartmobiler i delstaten samt sänts över lokal tv och radio den 13 januari 2018, bad Ige om ursäkt för misstaget. Ige hänvisade till att händelsen berodde på den mänskliga faktorn, under ett skiftbyte vid Hawaii Emergency Management Agency. Han lovade att omvärdera delstatens akuta procedur för att förhindra att den falska varningen återkommer, eftersom den orsakade utbredd panik och förvirring i delstaten.

### Politiska åsikter
I maj 2022 sa Ige att kvinnornas rätt till abort fortfarande är skyddad i Hawaii och delstaten försöker bli "en så bra plats för kvinnor som möjlig". Uttalandet kom efter USA:s högsta domstol började diskutera om att underkänna Roe mot Wade.
Enligt Iges politiska program borde Hawaii underlätta läkarbristen i delstaten genom att bland annat efterskänka studielån till sådana läkare som är villiga att arbeta i glesbygd.
Ige är mot dödsstraff. Han vill avkriminalisera innehav av små mängder cannabis och hitta nya alternativa former av straff för icke-våldsamma brottslingar.